# 기하라촌
기하라촌(木原村)은 이바라키현 시다군·이나시키군에 일찍이 존재했던 촌이다.

## 지리
- 현재의 미호촌 서부에 해당한다.

## 역사
- 1889년 4월 1일 - 정촌제 시행에 의해 시다군 기하라촌이 성립하였다.
- 1896년 4월 1일 - 가와치군과 합병해 이나사키군이 성립하여, 가미하라촌은 이나사키군에 이관되었다.
- 1955년 4월 1일 - 아미정, 기미하라촌과 합병해 새로운 아미정이 성립하여, 기하라촌은 소멸하였다.

## 인구
| 1891년 | 3,208 |
| 1912년 | 4,022 |
| 1920년 | 4,332 |
| 1935년 | 4,571 |
| 1950년 | 5,557 |

## 교통

### 도로
- 2급국도
  - 국도 125호선

쓰치우라에서 에도자키를 경유하는 '조시 가도'이다. 리도에서는 기미하라, 오쿠노를 경유해 류카자키에 도달할 수 있다.

## 기하라 송신소
기하라 송신소는 구 가미가우라 해군 항공대의 송신소이다. 正五角形의 부지의 각 꼭대기에 세워진 철탑에서 무선통신을 한다.
- 개소 - 쇼와 17년 무렵
- 토지 - 약 5만 ㎡ 정도
- 건물 - 590평
- 설비 - 송신소, 전파탑, 자가발전소, 축전지, 양수장, 병영, 취사장, 취사장 등

요코스카 해군 건축부 기하라무라 해군 출장소가 건설을 지휘했다. 패전 후 쇼와 21년 1월 10일과 7월 1일부터 병원으로 임시 사용을 허가받아 신지 공동병원 분실(이후 기하라 협동병원)이 개업했다. 현재는 주로 미우라촌 사회복지협의회의 자립지원센터, 마을 주민 운동공원 및 주택으로 이용되고 있다.

## 참고문헌
- 角川日本地名大辞典編纂委員会『角川日本地名大辞典 8 茨城県』、角川書店、1983年 ISBN 4-04-001080-9